# Collège de Marteroy
Ne doit pas être confondu avec « Groupe scolaire Le Marteroy » (établissement scolaire de Vesoul).
Le collège de Marteroy, appelé à l'origine « couvent des Dames de Saint-Maur », puis  institution Notre-Dame-de-la-Motte » est une ancienne école catholique réservée aux filles située à Vesoul, dans l'est de la France. D'abord uniquement école primaire, l'établissement a ouvert des classes secondaires à partir de 1933. Construit par l'architecte franc-comtois Maximilien Painchaux, l'édifice est inscrit aux monuments historiques depuis 1996.
Le bâtiment abrite aujourd'hui l'école de musique et de dessin de Vesoul.

## Histoire

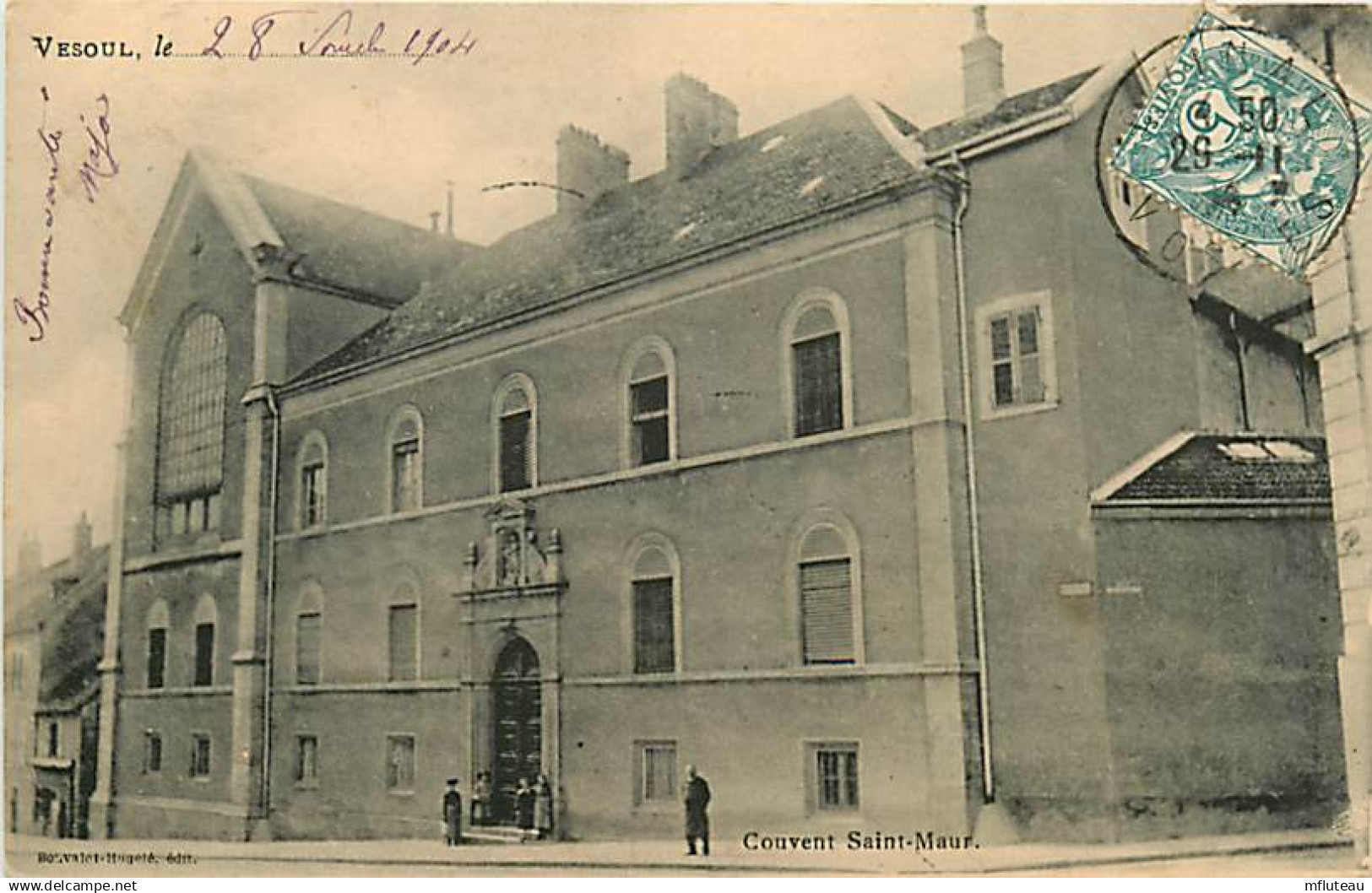
Couvent de Saint-Maur. Carte postale circulée en 1904.

Créée en 1839, l'école était nommée a ses débuts « Couvent des Dames de Saint-Maur » puis porta le nom d' « Institution Notre-Dame-de-la-Motte ». À Vesoul, il est aujourd'hui communément appelé « École des Dames de Saint-Maur » ou même « Pensionnat des Dames de Saint-Maur ».
L'école vient par la suite s'installer dans les bâtiments construit de 1853 à 1858, rue Baron-Bouvier actuelle.
Dans les années 1880, Louise de Coligny-Châtillon, muse du poète Guillaume Apollinaire, a effectué une partie de sa scolarité étant jeune à l'école des Dames de Saint-Maur.
Le collège de Marteroy, situé rue Baron Bouvier, est l'héritier de multiples écoles religieuses qui ont pris naissance à Vesoul dès le Moyen Âge en 1315.
Le terme de « Marteroy » remonterait au XIe siècle, lorsqu'un prieuré portant le même nom avait été fondé à Vesoul sur l'emplacement de l'autel du Dieu Mars, "Martis Ara" (en latin), sur le versant oriental de La Motte. Le prieuré a été détruit en 1595 lors de la prise de la cité.

## Galerie

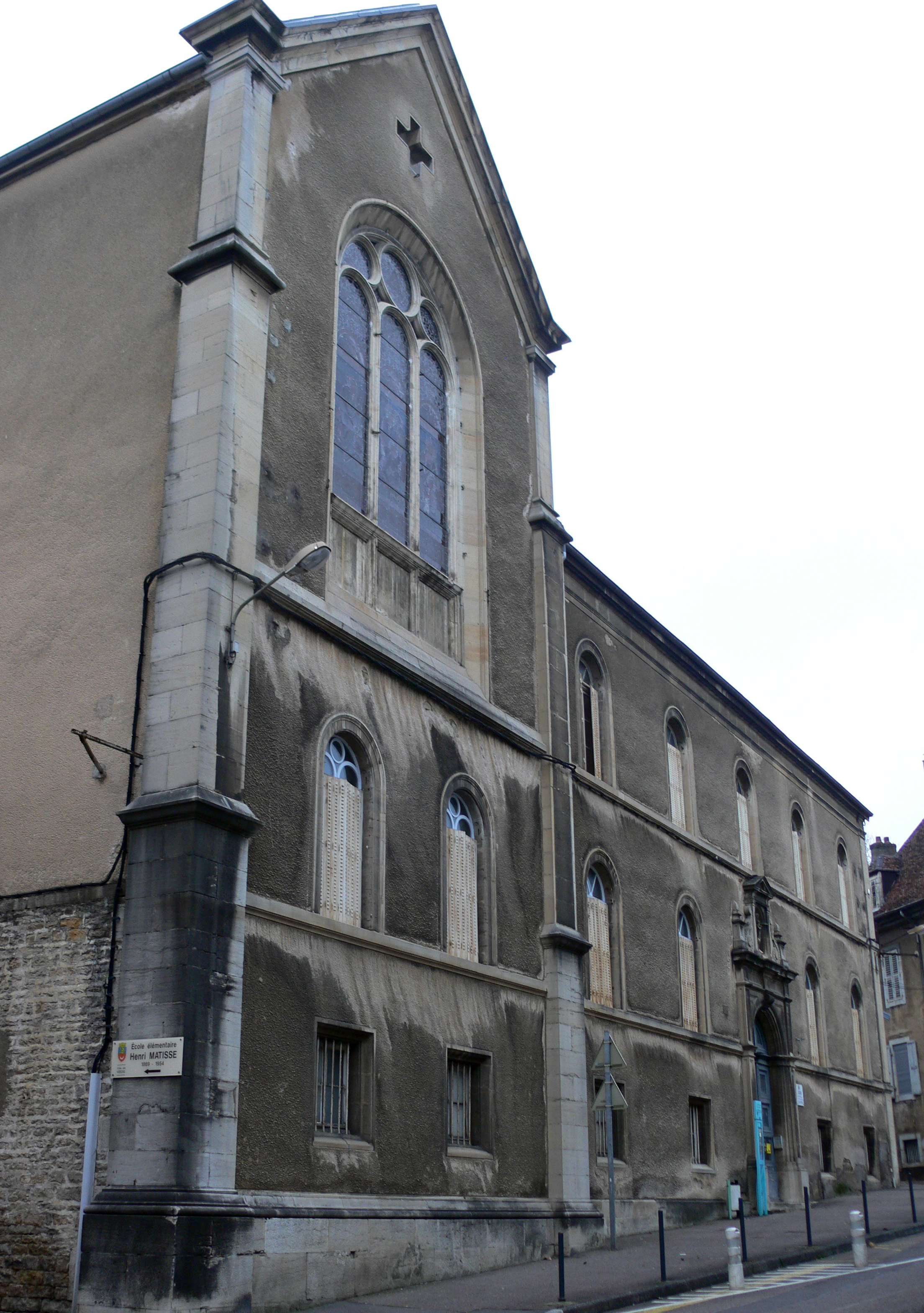
Vue du Sud-ouest
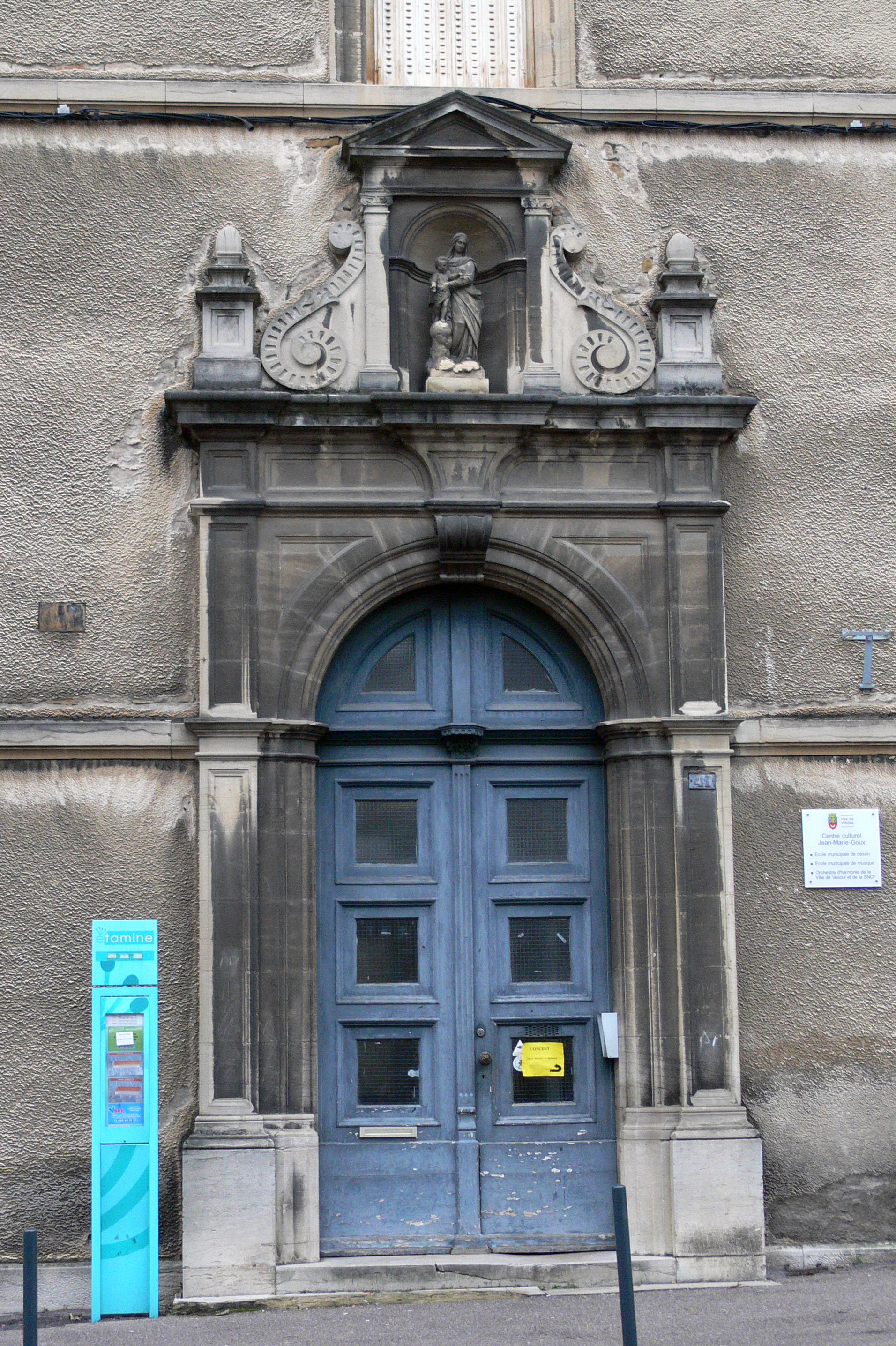
Porte
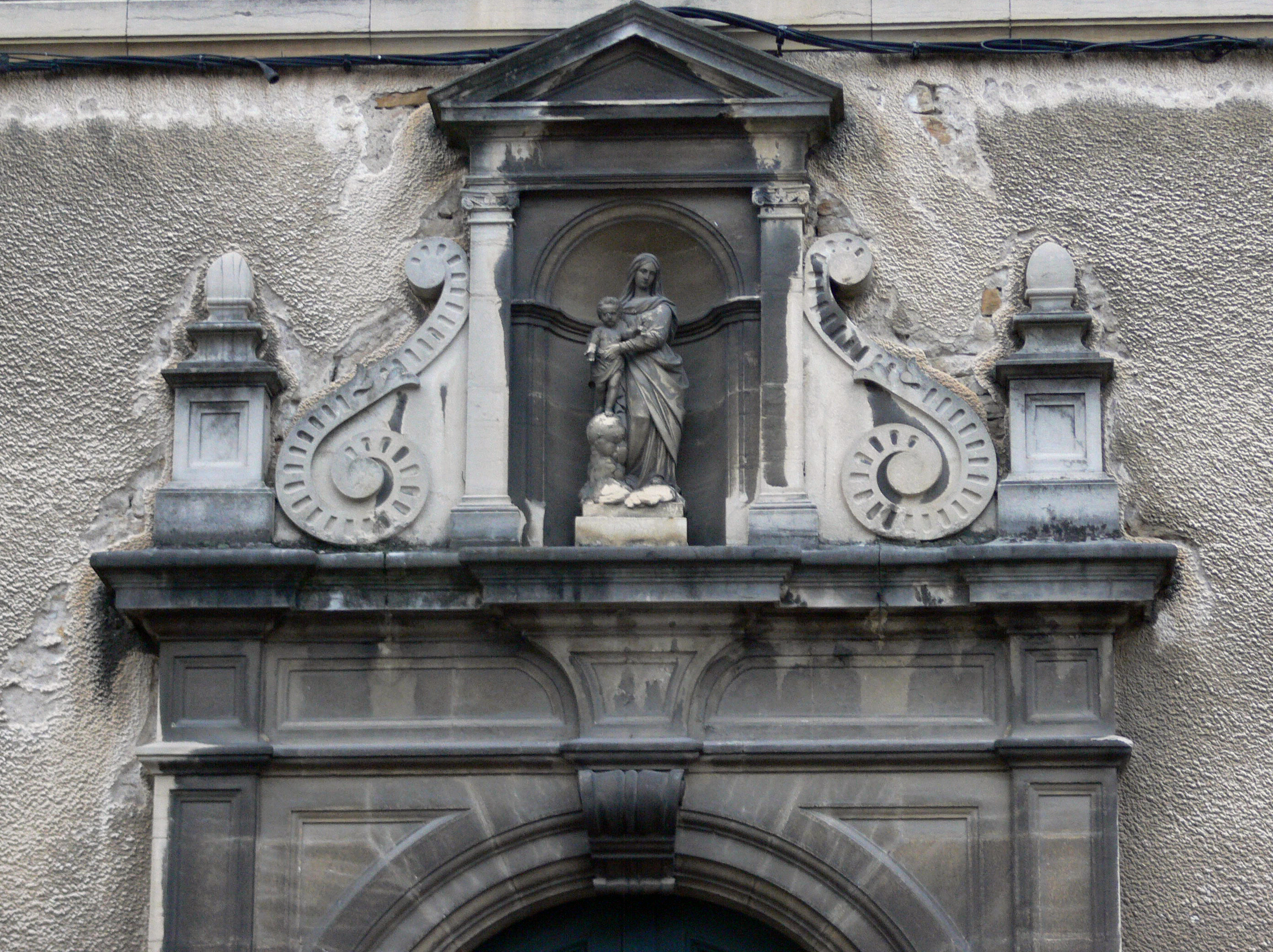
Statuette porte
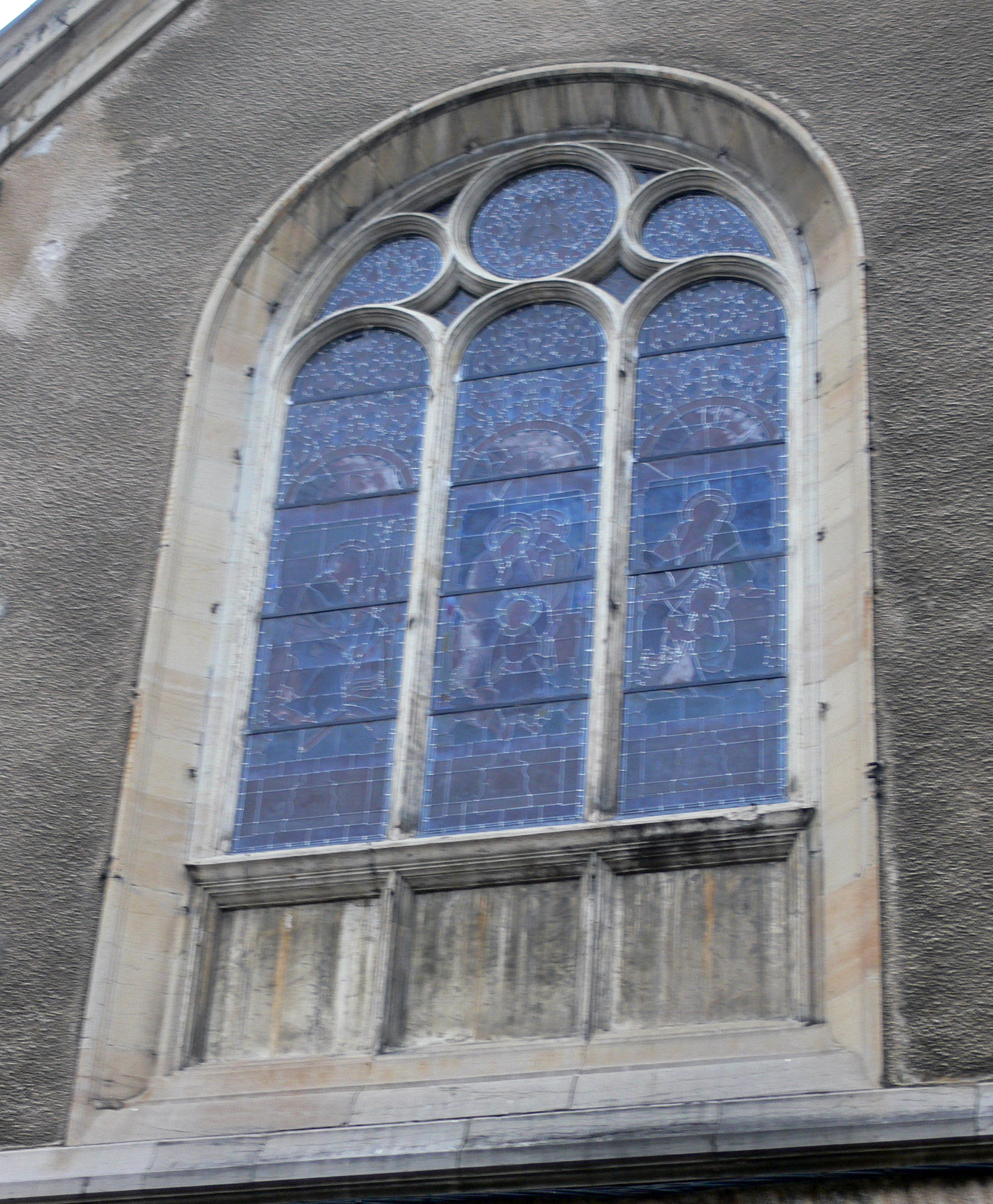
Vitrail chapelle
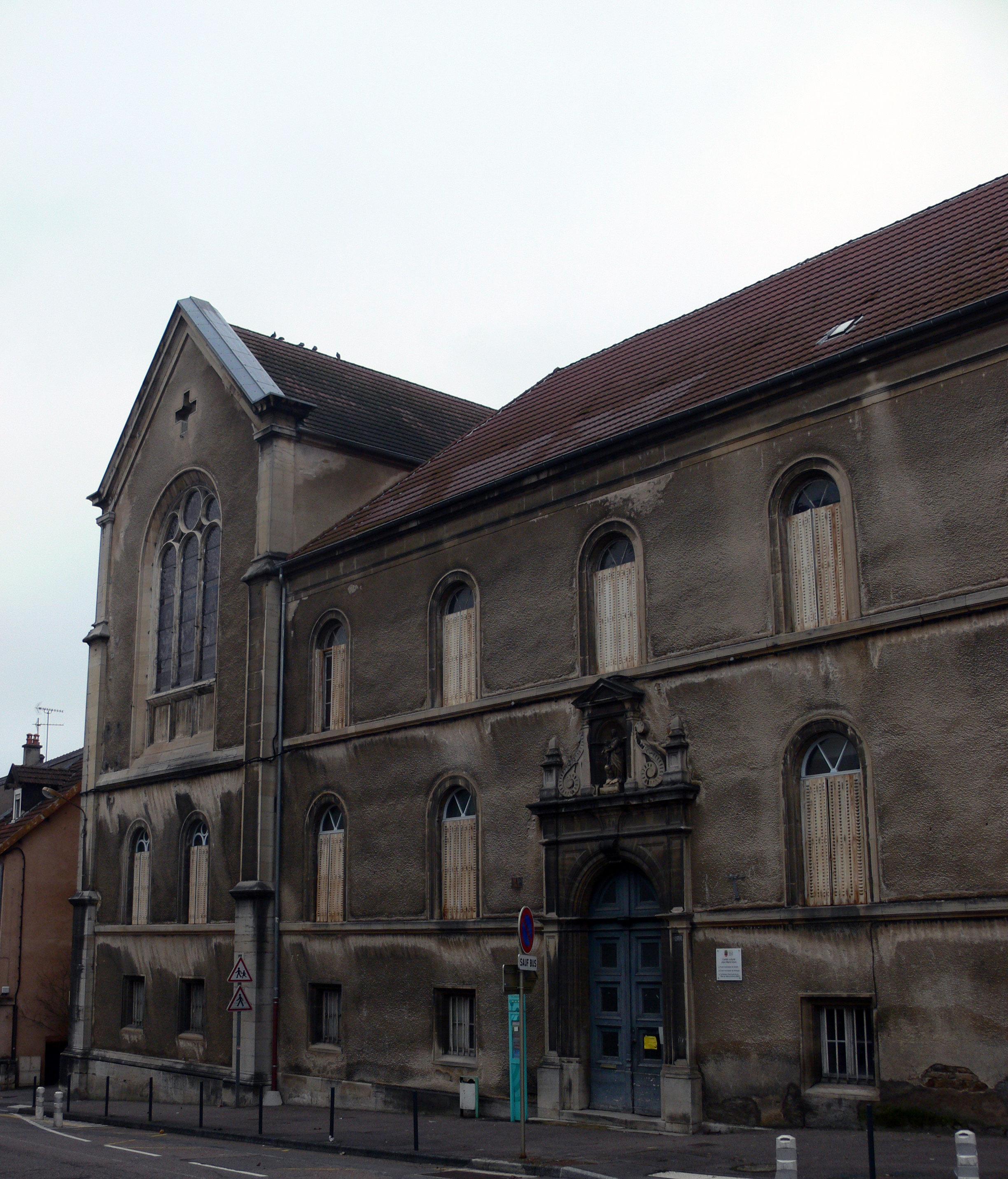
Vue depuis Nord-est